# Marmolejo
Marmolejo es un municipio y localidad española de la provincia de Jaén, en la comunidad autónoma de Andalucía. El término municipal, perteneciente a la comarca de la Campiña de Jaén, tiene una población de 6507 habitantes (INE 2024). Limita con los municipios jienenses de Andújar, Arjonilla, Arjona y Lopera; y con el municipio cordobés de Montoro. Cuenta con una población de 6507 habitantes (INE 2024). Por su término discurren los ríos Guadalquivir —includo el embalse de Marmolejo—, Jándula, de la Cabrera y Yeguas —con el embalse homónimo—. El municipio comprende los núcleos de población de Marmolejo —capital municipal— y el Poblado San Julián.

## Geografía
Integrado en la comarca de Campiña de Jaén, está situado a 54 km de la capital provincial. El término municipal está atravesado por la autovía del Sur entre los pK 330 y 342, así como por la carretera autonómica A-420, que permite la comunicación con Cardeña.
Aunque buena parte del territorio se dedica a uso agrícola, la singular situación de este municipio, a caballo entre Sierra Morena, que se presenta como una zona de relieve alomado típico, y la vega que el Guadalquivir abre a su paso hacia las tierras de campiña, otorga a este municipio una considerada diversidad de ecosistemas. En el norte del territorio encontramos entornos naturales que por su riqueza natural y paisajística, junto a su alto grado de conservación, se engloban en el parque natural Sierra de Andújar, y en los que también encontramos espacios adehesados con un elevado valor natural. Su punto más alto es el Colodro (709 m), en una superficie alomada que domina el interior del término municipal en su mitad serrana, y a su alrededor divergen los arroyos que se dirigen por el noroeste y el este hacia el río Jándula, por el sur al Guadalquivir y por el oeste hacia el río Yeguas, marcando este último la frontera natural con la provincia de Córdoba. La mitad sur concentra las áreas cultivadas en las que el olivar es mayoritario, aunque en la vega del Guadalquivir tienen cierta importancia los cultivos de regadío
El pueblo se alza a 245 m sobre el nivel del mar, rodeado por un meandro del río Guadalquivir, el cual represa sus aguas en el embalse de Marmolejo.
| Noroeste: Montoro (Córdoba) | Norte: Andújar       | Noreste: Andújar   |
| Oeste: Montoro (Córdoba)    |                      | Este: Andújar      |
| Suroeste: Lopera            | Sur: Lopera y Arjona | Sureste: Arjonilla |

## Historia

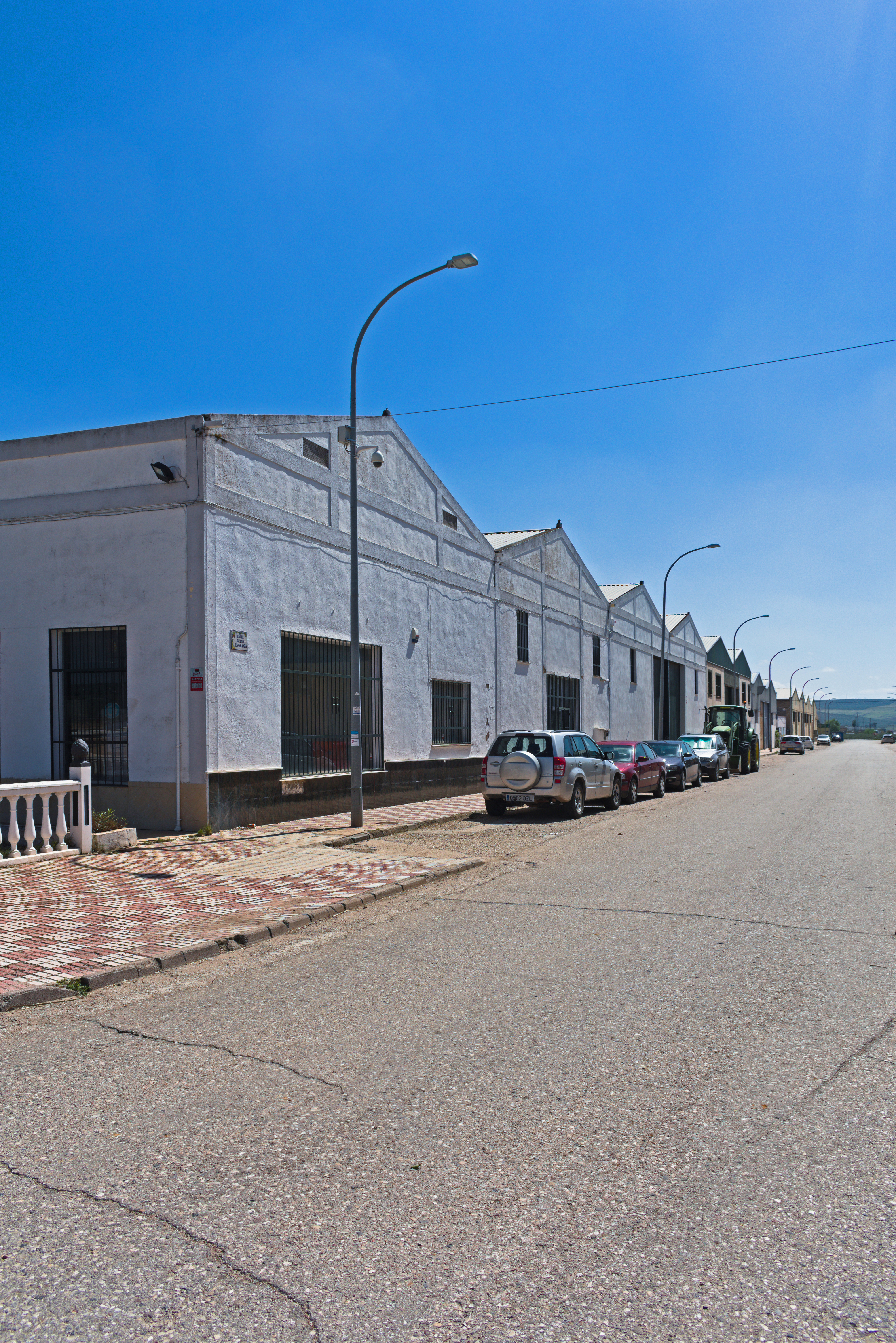
Polígono industrial

Los 200 asentamientos arqueológicos catalogados en el municipio de Marmolejo son testigos de la ocupación de estas tierras durante la Prehistoria y la Antigüedad. Los más antiguos se remontan al Paleolítico, situados en las terrazas de los ríos. En el iii milenio a. C. las tierras de la vega fueron ocupadas por núcleos de pequeño tamaño (Santa Cecilia, La Casilla de Maroto) y otros de mayor tamaño posiblemente fortificados (La Aragonesa y Las Torrecillas), que servirían de defensa a los primeros.
En el siglo VII a. C. se produjo una colonización de estas tierras desde importantes centros de la periferia de Tartessos. Este proceso se desarrolló en sucesivas oleadas de colonos que ocuparon densamente este territorio con minúsculos asentamientos de tipo unifamiliar como el de Las Calañas, que se apoyaron para su defensa en los oppidum de la Aragonesa y Obulco. A finales del mencionado siglo, se convierte en zona de frontera entre el mundo tartésico y el mundo ibérico.
En época romana el núcleo original de población se situaba en un pequeño promontorio conocido como Las Torrecillas, que aparece citado en Plinio el Viejo como Uccia o mansión Uciense. Durante el siglo II se detecta una proliferación en su territorio de pequeñas casas pertenecientes al campesinado, algunas de ellas villae, con paredes estucadas, columnas y mosaicos como las de El cerro Pimiento de San Julián, La casilla de los Mártires, El Pozo, Santa Amalia y otras muchas.
Los romanos ya conocían muchas de sus fuentes y manantiales ricos en minerales. La explotación de estos así como de aguas para el regadío se constata por la presencia de cisternas para almacenamiento en muchos de los asentamientos.
Durante la dominación islámica debió ser una pequeña aldea o cortijada pues, apenas aparece mencionada en las crónicas, hasta 1311 en la que aparece mencionada como parroquia. Contó con un pequeño castillo, en el que se encontraba la ermita de San Lorenzo. De este castillo tan solo se tiene noticias de que en el siglo XV estuvo en disputa entre el marqués de Villena y el condestable Miguel Lucas de Iranzo.
El asentamiento medieval mejor conservado en su término es el castillo de la Aragonesa, de origen islámico, que tras la conquista se aprovechó para transformarlo en residencia palacial.
Durante la Edad Moderna lo que hoy es Marmolejo no era sino una aldea dependiente de Andújar. El 27 de mayo de 1791 el rey Carlos IV otorgó en Aranjuez el Privilegio de Villazgo a Marmolejo. El lugar ya contaba con 1475 habitantes y era famoso por el predicamento de sus aguas. En 1781 el médico francés Tissot refería en su "Medicina del Pueblo" la bondad de las aguas minero-medicinales de Marmolejo. En 1875 se abría en Marmolejo la primera fonda, a cargo del ciudadano francés Pablo Rostaing, destinada a acoger a los visitantes de los manantiales. A partir de esta fecha y primeras décadas del siglo XX se suceden en la localidad la aparición de fondas y albergues para acoger a los visitantes y se erige el Balneario, especializado en la toma de aguas medicinales para dolencias del aparato digestivo y renal.
En 1934 Marmolejo fue uno de los municipios españoles donde se produjeron sucesos violentos a consecuencia de la revolución de 1934, golpe de Estado promovido por UGT y PSOE contra el gobierno de la Segunda República tras los resultados de las elecciones de 1933 con victoria del Partido Radical Republicano y la CEDA. Del 5 al 7 de octubre de 1934, los sindicalistas incitaron a los jornaleros contra la Guardia Civil de Marmolejo y Andújar así como contra efectivos del Ejército. Finalmente, al fracasar el intento de golpe de Estado en el conjunto de España, las autoridades de la república ordenaron se requisaran las armas, hubo doscientos vecinos procesados por la Justicia y más de cien penas de cárcel, que fueron indultadas en febrero de 1936 tras la victoria electoral del izquierdista del Frente Popular.

## Comunicaciones

### Carreteras
Marmolejo se encuentra perfectamente comunicada por carretera con Madrid, Córdoba y Sevilla gracias a la A4 que cruza su término y que pasa a escasos 1500 metros del casco urbano, estando rápidamente conectada gracias a la A-6176.
Otra carretera que cruza el municipio es la A-420 que une la A4 en la salida 329 con Villanueva de Córdoba. Pozoblanco, Alcaracejos (N-502), y continúa hasta Belalcázar (todas en la vecina provincia de Córdoba).

### Ferrocarril
Marmolejo dispone de una estación de ferrocarril en la línea Madrid-Linares-Córdoba, si bien desde mediados de la década de 1980 se encuentra cerrada al tráfico de pasajeros.

### Autobús
Marmolejo cuenta con una estación de autobuses por donde pasa la línea Córdoba - Andújar de la empresa Rafael Ramírez y la línea Marmolejo - Jaén de la empresa La Sepulvedana.
También pasa por dicha parada la línea internacional Algeciras - Rumanía de la empresa local Autocares Torralbo.

## Clima
| Mes                           | Media | Ene  | Feb  | Mar  | Abr  | May  | Jun  | Jul  | Ago  | Sep  | Oct  | Nov  | Dic  |
| ----------------------------- | ----- | ---- | ---- | ---- | ---- | ---- | ---- | ---- | ---- | ---- | ---- | ---- | ---- |
| Temperatura máxima media (°C) | 24,6  | 14,7 | 16,8 | 20,5 | 22,1 | 26,3 | 31,5 | 36,2 | 35,8 | 31,6 | 25,1 | 18,8 | 15,3 |
| Temperatura mínima media (°C) | 10,7  | 3,7  | 4,8  | 6,5  | 8,6  | 11,7 | 15,5 | 18,1 | 18,6 | 16,2 | 12,1 | 7,5  | 5,2  |
| Temperatura media (°C)        | 17,7  | 9,3  | 10,9 | 13,5 | 15,3 | 19,1 | 23,6 | 27,2 | 27,1 | 24,1 | 18,6 | 13,2 | 10,3 |
| Lluvias (mm)                  | 4,8   | 7    | 5    | 5    | 8    | 5    | 2    | 1    | 1    | 2    | 6    | 7    | 8    |
|                               |       |      |      |      |      |      |      |      |      |      |      |      |      |

## Demografía
Cuenta con una población de 6507 habitantes (INE 2024).
| Gráfica de evolución demográfica de Marmolejo entre 1842 y 2021                                                       |
| |
| Población de derecho según los censos de población del INE. Población de hecho según los censos de población del INE. |

## Economía

### Evolución de la deuda viva municipal
El concepto de deuda viva contempla sólo las deudas con cajas y bancos relativas a créditos financieros, valores de renta fija y préstamos o créditos transferidos a terceros, excluyéndose, por tanto, la deuda comercial.
| Gráfica de evolución de la deuda viva del Ayuntamiento de Marmolejo entre 2008 y 2024                |
| |
| Deuda viva del Ayuntamiento de Marmolejo, en miles de euros, según datos del Ministerio de Hacienda. |

## Organización político-administrativa

### Elecciones municipales
| Elecciones municipales desde 1979                      |      |      |      |      |      |      |      |      |      |      |      |      |
|                                                        | 1979 | 1983 | 1987 | 1991 | 1995 | 1999 | 2003 | 2007 | 2011 | 2015 | 2019 | 2023 |
| PSOE                                                   | 6    | 5    | 8    | 9    | 7    | 8    | 7    | 8    | 6    | 8    | 10   | 11   |
| AP/PP                                                  | -    | 3    | 3    | 4    | 5    | 4    | 3    | 2    | 4    | 2    | 1    | 2    |
| Vox                                                    | -    | -    | -    | -    | -    | -    | -    | -    | -    | -    | -    | 0    |
| C's                                                    | -    | -    | -    | -    | -    | -    | -    | -    | -    | 1    | 2    | 0    |
| PCE/IU                                                 | 2    | 0    | 0    | 0    | 1    | 1    | 1    | 2    | 3    | -    | -    | -    |
| UCD/CDS                                                | 5    | -    | 0    | -    | -    | -    | -    | -    | -    | -    | -    | -    |
| PA                                                     | -    | -    | -    | -    | -    | -    | 2    | 1    | 0    | 1    | -    | -    |
| IM                                                     | -    | 5    | 2    | -    | -    | -    | -    | -    | -    | -    | -    | -    |
| AEMSI                                                  | -    | -    | -    | -    | -    | -    | -    | -    | -    | 1    | -    | -    |
| En negrilla el partido más votado                      |      |      |      |      |      |      |      |      |      |      |      |      |
| Fuente: Datos de las elecciones municipales desde 1979 |      |      |      |      |      |      |      |      |      |      |      |      |

### Alcaldía
| Periodo   | Nombre                                           | Partido       |
| --------- | ------------------------------------------------ | ------------- |
| 1979-1983 | Jerónimo Cano Vicaría 1979: José Perales Centeno | PSOE          |
| 1983-1987 | José Perales Centeno                             | Independiente |
| 1987-1991 | Cristóbal José Relaño Chacinero                  | PSOE          |
| 1991-1995 | Cristóbal José Relaño Chacinero                  | PSOE          |
| 1995-1999 | Cristóbal José Relaño Chacinero                  | PSOE          |
| 1999-2003 | Cristóbal José Relaño Chacinero                  | PSOE          |
| 2003-2007 | Cristóbal José Relaño Chacinero                  | PSOE          |
| 2007-2011 | Cristóbal José Relaño Chacinero                  | PSOE          |
| 2011-2015 | Bartolomé Soriano González                       | IU            |
| 2015-2019 | Manuel Lozano Garrido                            | PSOE          |
| 2019-2023 | Manuel Lozano Garrido                            | PSOE          |
| 2023-act. | Manuel Lozano Garrido                            | PSOE          |

## Patrimonio

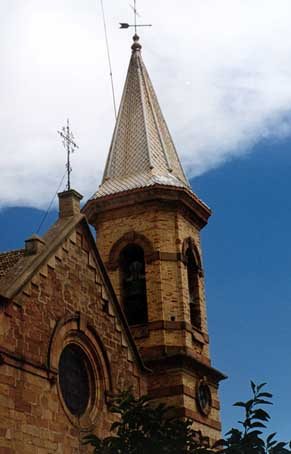
Iglesia de Nª Sra. de la Paz.

- Parroquia de Nuestra Señora de la Paz. Los orígenes de esta iglesia se remontan al siglo XIV. A esta primitiva fundación se le añadió en los siglos XV y XVI el crucero y en el siglo XVIII las dos portadas. Pero la configuración general que presenta esta iglesia en la actualidad, es fruto de la reforma realizada a finales del siglo XIX por el arquitecto Justino Flórez Llamas, bajo la lexicografía historicista y ecléctica de la época, y que se centraron fundamentalmente en la torre y fachada oeste.
- Puente renacentista. Se construyó entre 1550 y 1587. Está compuesto por siete arcos de medio punto, que desarrollan bóvedas de medio cañón, apeados en pilas reforzadas por tajamares semicilíndricos con remates cónicos. Fue remodelado en el siglo XIX, conservando los tres arcos más grandes de su fábrica original del siglo XVI.
- Iglesia de Jesús. Barroca, con planta rectangular cubierta por cúpula de media naranja y camarín en el que se venera la imagen de Jesús. Tiene dos portadas de piedra, la principal con espadaña.
- Balneario. Edificio del primer tercio del siglo XX, de estilo ecléctico, en la ribera misma del río Guadalquivir. Entre sus hermosos jardines, destaca un edificio de finales del siglo XIX, la Casa del Médico, adaptada para albergar el centro de interpretación del Balneario, en el que destaca el inclinado tejado de saliente cornisa con dosel de hierro y soportes de madera, al gusto de la arquitectura ferroviaria de la época. Tiene tres manantiales de aguas mineromedicinales (Fuente Agria, San Luis y Buena Esperanza) destinadas a curar el riñón, el estómago y el hígado por vía oral. Antiguamente también contaba con bañeras donde la gente podía sumergirse para obtener los beneficios de las aguas en su piel. Este balneario aparece en el relato de la novela La hermana San Sulpicio de Armando Palacio Valdés. Recientemente reformado y abierto para su visita.
- Castillo de la Aragonesa. De origen islámico, tras la conquista castellana se aprovechó para transformarlo en residencia señorial. Es un recinto rectangular del que solo quedan los lienzos de tres de los lados, realizados en tapial. El principal elemento interior es la torre del Homenaje, con tres plantas, datada en el siglo XIV. En los otros tres ángulos de la fortaleza se adosaron torres cilíndricas macizas. Declarado Monumento Histórico.

## Museos

### Museo de Arte Contemporáneo Mayte Spínola
El Museo de Arte Contemporáneo Mayte Spínola se creó en el año 2004 con una donación de los artistas pertenecientes al Grupo “ProArte y Cultura”, cuya fundadora y directora es Mayte Spínola, siendo alcalde de Marmolejo Cristóbal José Relaño Cachinero. El Patronato de este museo, presidido por el alcalde de Marmolejo, cuenta con los nombres de la escritora Carmen Posadas, la historiadora Carmen Iglesias, la empresaria Alicia Koplowitz y la mecenas de arte Carmen Cervera. 
El museo se encuentra en el patio de un antiguo molino aceitunero de principios del siglo XX, en un excepcional edificio construido en 2010. Es una colección ecléctica que refleja las diversas tendencias de la segunda mitad del siglo XX y comienzos del XXI. Actualmente, cuenta con más de 250 obras de artistas de renombre nacional e internacional, suponiendo un oasis de Arte en la provincia de Jaén ya que es el único de estas características en territorio jiennense.
El museo cuenta en sus fondos, además de una sala monográfica de Spínola y del pintor marmolejeño José Francisco Díaz Navarro conocido como Jofra, obras de otros autores como Pedro Sandoval, Óscar Mariné, Carmen Thyssen, Marta Maldonado, López Romeral, Betsy Westendorp, Fermín Ramírez, Irene Iribarren, Nati Cañada, Pablo Reviriego, Jorge Rando, Álvaro Torroba, Asunción Almansa, Antonio Vives Fierro, Aracely Alarcón, Pachy Arenaza, Michel Barbé, Grachya Barreiros, Estrella Bernaldo de Quirós, Xavier Carbonell, Solange da Costa, Alfonso Cocho, Carmen Fierro, Paz Figares, Elena Kirby, Isabel Martínez-Bordiú, Roberto Martín, Peñuca de la Serna, Rosa Serra, Paloma Porrero, Ángeles Tovar y otros.
En 2016, este museo recibe una importante donación de una colección de esculturas emergentes por parte del escultor Miguel Fuentes del Olmo.

### Centro de interpretación del Balneario
Se trata de un moderno centro de interpretación que recoge la historia gloriosa del Balneario de Marmolejo con modernos recursos interactivos y piezas históricas originales, situada en la Casa del Médico, edificio del siglo XIX que fue consulta del Médico del Balneario y un centro de baños e hidroterapia en el comienzo de su explotación, con unos hermosos jardines clásicos que albergan una valiosa escultura de finales del siglo XIX, conocida popularmente como 'la diosa Higea', que representa una nereida, siendo el escultor el francés Mathurin Moreau y proveniente de la fábrica de fundición Val d'Osne.

## Fiestas
- Candelaria. Es costumbre levantar hogueras por las calles de la localidad.
- Corpus Christi. Las calles por donde pasa el Santísimo Sacramento se adornan alfombrándose con virutas de colores. Típico acompañar en la procesión al Santísimo.
- Feria y Fiestas de San Julián. Cuenta la tradición que esta localidad padeció una epidemia en el siglo XVII y que en el poblado San Julián residían los duques del Infantado, estando en la capilla de su cortijo la imagen del santo. La fama de milagroso, del que en vida abandonara la riqueza para dedicarse a los pobres, hizo que los duques propusieran procesionar la imagen del Santo desde el poblado hasta Marmolejo; el resultado no sólo supuso el fin de la epidemia, sino que además, ante el asombro de todos, sanaron los enfermos. En su honor, se celebran fiestas en el mes de agosto (en un principio se festejaban en septiembre) para que los emigrantes puedan participar en los festejos que, además de los actos religiosos que honran al Patrón, consisten en competiciones deportivas, actuaciones musicales, verbenas y la Muestra de Productos hortofructícolas.
- Romería de San Julián.
- Fiesta de San Isidro.
- Romería de la Virgen de la Cabeza.

## Gastronomía
Entre los platos típicos se encuentran el cascaflote, los caracoles, el canto, el churrasco y las gachas.

## Ciudades hermanadas
- Lenola (Italia)